# Дуайт Айзенхауер
Дуайт Дейвид „Айк“ Айзенхауер (на английски: Dwight David „Ike“ Eisenhower) е американски политик и военнослужещ, 34-ти президент на САЩ (1953 – 1961) и главнокомандващ съюзническите войски по време на Втората световна война с ранг на армейски генерал.

## Живот и семейство
Айзенхауер е роден на 14 октомври 1890 г. в Денисън, Тексас. Той е третото дете в семейството на Дейвид Джейкъб Айзенхауер и Айда Елизабет Стоувър. Наречен е Дейвид Дуайт, но бързо започва да използва само средното си име. Семейството му е с германски произход, идва от Форбах, Елзас; живее в Америка от 18 век. Има шестима братя, но само той е роден в Тексас. През 1892 г. семейството се завръща в Абилийн, Канзас. Там Айк завършва гимназията (1909) и работи в млекарницата „Бел Спрингс“ от 1909 до 1911.
Айзенхауер се жени в Денвър за Мейми Дженева Доуд (1896 – 1979) на 1 юли 1916 в събота. Имат две деца – Доуд Дуайт Айзенхауер (1917 – 1921), който умира от скарлатина на 3-годишна възраст и Джон Шелдън Доуд Айзенхауер (1922 - 2013). Трагичната  смърт на сина му още в детинство оставя следа в семейството завинаги. Джон Айзенхауер служи в армията на САЩ, после започва да пише и става посланик на САЩ в Белгия. Синът на Джон, Дейвид Айзенхауер, на когото е наречена резиденцията Кемп Дейвид, се жени за Джули, дъщерята на Ричард Никсън, през 1968 г.
Семейството на Айзенхауер принадлежи към сектата на менонитите. Когато Айк навършва 5 години семейството му стават последователи на Обществото Уачтауър, което по-късно приема името Свидетелите на Йехова. Домът на Айзенхауерови служи за място на срещи на Обществото Уачтауър от 1896 до 1915 г., когато баща му спира да изпълнява задълженията си за регулярно посещаване на сбирките, причина за което е несбъдването на пророчество на Обществото, че между 1914 г. и 1915 г. ще настъпи Армагедон. Бащата на Айк е погребан съгласно ритуалите на Обществото, а майка му е активен последовател на Свидетелите на Йехова до смъртта си. Айк и братята му също спират посещенията на сбирки на Свидетелите, но той запазва близка връзка с майка си и дори използва отпечатана от тях Библия при втората си процедура за встъпване в длъжност. Впоследствие Айзенхауер преминава към презвитерианската църква.

## Военна кариера
Айзенхауер се записва във Военната академия на САЩ в Уест Пойнт, Ню Йорк през юни 1911 и я завършва през 1915 г. До 1918 г. е пехотинец в различни бази в Тексас и Джорджия. След това е танкист (1918 – 1922) в лагера Мийд, Мериленд и на други места. През 1917 е повишен в капитан, а през 1920 – майор. От 1922 до 1924 е помощник-командир при генерал Фокс Конър в зоната на Панамския канал. През 1925 и 1926 учи във военния колеж за командири и генерали във Форт Ливънуърт, Канзас. До 1927 е командир на батальона във Форт Бенинг, Джорджия.
В края на 1920-те и началото на 1930-те кариерата на Айзенхауер е в застой. Той е назначен в Комисията за американските монументи от битките, начело с ген. Джон Дж. Пършинг, а след това се мести в Армейския военен колеж във Вашингтон, окръг Колумбия. По-късно е помощник командир в щаба на ген. Джордж В. Моусли, помощник-секретар на министерството на войната от 1929 до 1933 г. Помощник в щаба на генерал Дъглас Макартър, началник-щаб, до 1935 г., когато придружава Макартър до Филипините, където служи като помощник-съветник по военните въпроси на филипинското правителство. Произведен е в чин подполковник през 1936 г., след 16 години на поста майор.
Айк се завръща в САЩ през 1939 г. и заема няколко поста във Вашингтон, окръг Колумбия, Калифорния и Тексас. През юни 1941 г. става началник-щаб на генерал Уолтър Кройгер, командир на 3-та армия, във Форт Сам Хюстън, Тексас. Повишен е в бригаден генерал през септември 1941 г. Въпреки че администраторските му способности биват забелязани, дори до навечерието на включването на САЩ във Втората световна война не е имал реална бойна служба и не е бил разглеждан като възможен ръководител на важни операции.
След японската атака над Пърл Харбър Айзенхауер е назначен в генералния щаб във Вашингтон, където служи до юни 1942. Назначен е за заместник-командир на отбраната в Тихия океан, командвана от ген. Леонард Героу, а след това наследява Героу като началник на дивизията за военни планове. После е помощник на началник-щаба в дивизията за операциите, командвана от ген. Джордж К. Маршал. Поради близките си отношения с Маршал, който отдава заслуженото на дарбите му, Айзенхауер най-накрая получава по-отговорни служби.

### Военновременен командир
През юни 1942 г. е назначен за командващ генерал на Европейския театър на операциите (ETOUSA) и е базиран в Лондон. През ноември е назначен също така за Главен командващ на Обединените експедиционни сили в Северно–Африканския театър на операциите (AFHQ). През февруари 1943 г. пълномощията му са разширени и вече обхващат Средиземноморския басейн и включват зоната на 8-а Британска армия, командвана от генерал Бърнард Монтгомъри. 8-а армия е напреднала и е готова да стартира Тунизийската кампания. Айзенхауер печели четвъртата си звезда и му се възлага командването на NATOUSA. След капитулацията на силите на Оста в Северна Африка, Айзенхауер остава начело на вече преименувания на Средиземноморски театър на операциите (МТО) като запазва ранга си и продължава командването на NATOUSA, вече под името MTOUSA. В тази си позиция той подготвя и наблюдава инвазията в Сицилия и навлизането в Италианския полуостров.
През декември 1943 г. е обявено, че Айзенхауер ще бъде Главнокомандващ на войските в Европа. През януари 1944 г. той подновява командването си на ETOUSA и следващия месец е обявен за Върховен съюзнически главнокомандващ на съюзническите експедиционни сили (SHAEF) като съчетава двете длъжности до края на бойните действия в Европа през май 1945 г. В тези си позиции той е натоварен с планирането и осъществяването на десанта в Нормандия през юни 1944 г., носещ кодовото название Операция Овърлорд, с освобождаването на Западна Европа и навлизането в Германия. Месец след деня на десанта – 6 юни 1944 г., се осъществява навлизането в южна Франция и контролът на силите минава от AFHQ към SHAEF. Оттогава до края на войната Айзенхауер посредством SHAEF има пълният контрол върху Съюзническите сили, а чрез командването си на ETOUSA има контрол и върху силите на САЩ в Западна Европа.
Като признание на неговата висша позиция на 20 декември 1944 г. е повишен в чин армейски генерал, еквивалент на позицията маршал в голяма част от европейските армии. В тази и в предходните си длъжности, Айзенхауер показва огромния си талант на водач и дипломат. Въпреки че никога не е виждан да действа сам, той печели уважението на полевите командири като Омар Брадли и Джордж Патън. Той комуникира умело с такива трудни съюзници като Уинстън Чърчил, фелдмаршал Бърнард Монтгомъри и генерал Шарл Дьо Гол. Той има противоположни разбирания с тези на Чърчил и Монтгомери относно стратегията, но това рядко смущава отношенията по между им. Той води преговори с маршал Жуков, а президентът Франклин Делано Рузвелт има такава вяра в него, че му дава възможност да договаря директно със Сталин.
На Айзенхауер му е предложен Медал на Честта (Medal of Honor) за лидерските му качества, но той отказва, като казва, че той се полага само на смелите и доблестните.
Никога не е имало пълна увереност, че Овърлорд ще успее. Трудностите, съпътстващи операцията, включително избора на място и време, могат да бъдат обобщени в кратката реч, която Айзенхауер сам пише, в случай че му потрябва. В нея той поема пълна отговорност за катастрофалната грешка, в случай, че това е крайният резултат. Дълго след успешния десант и приветствената реч, която е излъчена от БиБиСи, помощник на Айк намира в джоба на ризата текста на другата реч, който гласи:
| „ | Десантът ни не успя и дадох заповед за оттегляне на силите ни. Моето решение за извършване на атаката по това време и на това място беше базирано на най-надеждната информация, с която разполагахме. Пехотата, авиацията и флотът направиха всичко, което смелостта може да направи. Ако някой трябва да бъде обвиняван или свързван с грешни преценки – това съм само аз. | “ |

След последвалата безусловна капитулация на Германия на 8 май 1945 г. Айзенхауер е назначен за военен губернатор на окупационната зона на САЩ, базиран във Франкфурт на Майн. Германия е разделена на четири окупационни зони – по една за САЩ, Великобритания, Франция и СССР. Той взема противоречивото решение германските пленници да формират Обезоръжени противникови сили (DEF), които да се използват за безплатна работна ръка. Неуточнен брой от пленниците умират, поради недохранване и липса на лекарски грижи.
Айзенхауер е назначен за Председател на щабовете на армията на САЩ през ноември 1945 г., а през декември е посочен за главнокомандващ на силите на Организацията на Северноатлантическия договор (НАТО). Оттегля се от активна служба на 31 май 1952 г.

## Президент на САЩ
След многото си военни успехи генерал Айзенхауер се връща в страната като герой. Не минава и много време, когато много негови поддръжници почват да го увещават да се захване с политическа кариера.
Смятало се е, че Айзенхауер по принцип е политически умерен и първоначално не може да се определи към коя партия ще избере да се присъедини. В крайна сметка това се оказва Републиканската партия и през 1952 година е номиниран от нея като политическа звезда за изборите през същата година. Айзенхауер лесно побеждава губернатора на Илинойс Адлай Стивънсън и става първият генерал, участвал във война след Юлисис Грант, който е избран за президент. Макар и много от президентите да са служили в армията, Айзенхауер остава единственият генерал президент през 20 век.

### Външна политика
Президентството на Айзенхауер е доминирано от Студената война и продължителната конфронтация със СССР, започнала по времето на Труман.
По време на своята кампания Айзенхауер обещава да прекрати изпадналата в задънена улица Корейска война и в действителност през юли 1953 г. е подписано прекратяване на огъня. Подписани са и отбранителни договори с Южна Корея и Република Китай (Тайван) и е формиран антикомунистически алианс с азиатските и тихоокеанските страни (СЕАТО), който има за цел да спре разпространението на комунизма в Азия.
Айзенхауер възприема доктрината на възпиране, първоначално разработена от Джордж Кенън като предприема действия за по-настойчива борба със СССР, като използва методи, описани в меморандум на Държавния департамент NSC– 68. Тайната му политика е изложена в NSC162/2. Президентът, заедно с държавния секретар Джон Фостър Дълес, разработват тактиката на тайни мисии, като се възползват от току-що създаденото ЦРУ и се намесва в политиката на правителства, които поддържат комунистическата идеология. Първата тайна мисия е насочена срещу премиера на Иран Мосадек, подозиран в близки връзки с комунистическа Русия. През 1953 г. Айзенхауер го отстранява от власт и го замества с Мохамед Реза Пахлави.
Тайните операции продължават през целия мандат на Айзенхауер. В току-що станалата независима, но обхваната от хаос, Република Конго, Съветският съюз и КГБ се намесват в полза на избрания министър-председател Патрис Лумумба. Антикомунизмът се превръща в значителна част от политиката на САЩ и ЦРУ предоставя оръжия и тайно подкрепя прозападния президент Жозеф Касавубу и неговия подчинен Мобуту Сесе Секо. Междуособните борби приключват през 1960 г., когато Касавубу и Мобуту отстраняват Лумумба и превръщат страната (по-късно позната като Заир) в автокрация, която остава нестабилна дълго време след приключването на мандата на Айзенхауер. Мобуту убива Лумумба малко след отстраняването му от власт и мнозина считат, че ЦРУ (Сидни Готлиб) са подпомогнали Мобуту в планирането и изпълнението на убийството.
По време на втория си мандат той обръща голямо внимание на събитията в Близкия Изток като изпраща войски в Ливан през 1958 г.
По време на управлението на Айзенхауер, САЩ се установяват като световна ядрена сила. Когато Съветска Русия също развива своите атомни оръжия, страхът от взаимно унищожение в Трета световна война, ескалира. На 30 октомври 1953 г. Айзенхауер одобрява секретен документ NSC 162/2, който посочва ядрените оръжия за първостепенни за отбраната на страната. Ядрените оръжия са разглеждани като най-приемливи от икономическа гледна точка за въздържане на СССР от военни действия, насочени срещу страните от „свободния свят“. Американците са силно раздразнени от успеха на Съветите при изстрелването на първия изкуствен спътник и това води до създаването на множество стратегически инициативи, включително и на НАСА през 1958 г. Айзенхауер се надява, че след смъртта на диктатора Сталин през 1953 година ще може да се постигнат договорки с неговите приемници за спиране на надпреварата във въоръжаването. Направени са няколко опита за организиране на конференции. Последният опит пропада през 1960 г., когато Никита Хрушчов се оттегля след свалянето над Съветския съюз на американския шпионски самолет Ю Ту.

### Национална политика
Айзенхауер вярва, че икономиката, опираща се на частното предприемачество, трябва да се саморегулира и това е една от причините поради която той отделя малко внимание на националните проблеми. Въпреки че победата на изборите от 1952 г. е убедителна и дава контрола в двете камери на републиканците, той смята, че данъците не трябва да се намаляват, докато не се балансира бюджетът. „Не можем да си позволим да намалим данъците и приходите“, казва той, „докато не видим, че е възможно приходите и разходите да се балансират“. Демократите си връщат контрола в Сената и Камарата на частичните избори от 1954 г. и по този начин се твърди, че се ограничава свободата на Айзенхауер за действия на национална почва. Той изгражда добри отношения с лидерите в Сената и Камарата.
Айзенхауер назначава кабинет, съставен от множество бизнесмени и им дава широки правомощия за действие. Това го облекчава от задълженията му за националната политика и му дава възможност да се съсредоточи в международната политика. Във връзка със зараждащото се движение за граждански права, той многократно е обвиняван, че отказва да вземе ръководни решения, освен ако не е принуден. През 1957 г. праща федерални войски в Литъл Рок, Арканзас по молба на губернатора в опит да се спре действието на решението на Върховния съд на САЩ, с което се нарежда десегрегация на обществените училища.
Айзенхауер е критикуван, че не се противопоставя публично на сенатор Джоузеф Маккарти и неговата антикомунистическа кампания. В частни разговори той изразява презрението си към действията на сенатора, насочени срещу неговия приятел и участник във войната генерал Джордж Маршал, държавен секретар по времето на Труман. Това е малко успокоение за хората, чиято репутация е срината от обвиненията на Макарти. По-късно става ясно, че Айзенхауер е работил за отстраняването на Макарти.
Айзенхауер подкрепя Закона за федералната помощ за изграждане на магистрали от 1956 г., който създава междущатските магистрали. Това е най-голямата обществена програма в историята на страната, която изгражда 41 000 мили магистрали. Президентът е впечатлен от системата на аутобаните в Германия, която е видял по време на войната и помни участието си във военен конвой, на който е отнело през 1916 година 62 дни да пресече САЩ. Друго негово постижение, с което особено много се е гордял, е увеличаването на средния семеен доход с 20%.
Айзенхауер запазва своята популярност през цялото си президентство. През 1956 г. е преизбран дори с по-голяма преднина от тази на изборите през 1952 година, като отново побеждава Стивънсън, дори и в такива традиционно демократически щати, като Тексас и Тенеси.
Трябва да се посочи, че по време на неговите мандати има три рецесии – от юли 1953 до май 1954 г.; от август 1957 г. до април 1958 г., от април 1960 г. до февруари 1961 г., Средният растеж на брутния вътрешен продукт за тези 8 години е едва около 2,5%.
Айзенхауер изпитва смесени чувства към своя вицепрезидент Ричард Никсън и изключително неохотно подкрепя кандидатурата му за президент през 1960 г. Никсън се състезава с Кенеди с основния аргумент, че е натрупал значителен опит в качеството си на заместник на Айзенхауер, но когато президентът е помолен да посочи за кои решения Никсън е бил отговорен през този период той отговаря „Дайте ми седмица и аз мога да се сетя за някои“. Това е изключително трудно за преглъщане от Никсън и той обвинява Айзенхауер за загубата си с малко от Кенеди.
В прощалната си реч на президент на 17 януари 1961 г. Айзенхауер казва:
| „ | В съветите на правителството трябва да пазим срещу придобиването на неоправдано влияние, дали търсено или нетърсено, от военно-промишления комплекс. Потенциалът за катастрофално издигане на зле поставена власт съществува и ще се задържи. Не трябва никога да позволим тежестта на тази комбинация да застраши нашите свободи и демократични процеси. Не трябва да вземаме нищо за даденост. Само будно и знаещо гражданство може да принуди правилното впримчване на огромния индустриален и военен механизъм на отбраната с нашите мирни методи и цел, така че сигурността и свободата да могат да просперират заедно. | “ |

## Оттегляне, смърт и завет
На 17 януари 1961 г. Айзенхауер произнася последното си телевизионно обръщение от Овалния кабинет. В тази своя прощална реч той повдига въпроса за Студената война и ролята на армията в нея. Айзенхауер описва противопоставянето по следния начин:
| „ | Ние се сблъскваме с глобална враждебна идеология, атеистична по своя характер, безмилостна в намеренията си и лукава в методите си. … Основен елемент в запазването на мира е нашата армия. Тя трябва да е могъща, готова за незабавно действие, така че никой потенциален агресор да не се изкуши да рискува своето унищожение. | “ |

Три дни по-късно, когато участва във встъпването на длъжност на Джон Кенеди – най-младият президент избиран до момента, той е най-възрастният президент – 70 години и 98 дни – рекорд, подобрен по-късно от Роналд Рейгън. Айзенхауер е първият президент, засегнат от 22-рата поправка на Конституцията, която ограничава президентските мандати и е първият републиканец президент след Уилям Маккинли, който е избран за два пълни мандата.
Веднъж напуснал Белия дом, репутацията на Айзенхауер сериозно пострадва, защото за него се изгражда образа на президент, който „не прави нищо“. Причина за това е може би и яркият контраст между него и младия, напорист Кенеди, но също и поради нежеланието си да поддържа движението за гражданските права и да се противопостави на маккартизма. Тези обвинения се развиват през периода на либерализъм, обхванал американското общество през 60-те и 70-те години на ХХ век. Впоследствие репутацията му се възстановява, след като става ясно колко е било трудно да се поддържа мира в обстановката, когато той е управлявал.
По повод назначаването от него на губернатора на Калифорния Ърл Уорън във Върховния съд той казва, че „ това е най-голямата проклета грешка, която някога съм правил“. Някои историци твърдят, че това назначение е обмислено внимателно и идва като отплащане на това, че делегатите от Калифорния подкрепят избора на Айк за президент.
Айзенхауер се оттегля в мястото, където той и Мейми са прекарали по-голямата част от годините след войната – работна ферма, която се намира срещу Гетисбърг, Пенсилвания. Макар и да се е пенсионирал, той не се оттегля напълно от политическия живот, произнася реч през 1964 г. на Конвента на Републиканската партия и участва също така в кампанията на Бари Голдуотър като заснема реклама в Гетисбърг.
Поради някои юридически затруднения, възникнали от съчетаването на държавна служба с военен ранг (генерал), Айзенхауер подава оставка от длъжността армейски генерал преди да влезе в офиса на президент. След завършването на мандатите му е възстановен в длъжност на петзвезден генерал и върнат в листа на офицерите от запаса. С изключение на Джордж Вашингтон, който е назначен за генерал-лейтенант след мандата му на президент, Айзенхауер е единственият президент на САЩ, който се връща на военна служба след мандата.
Айк умира на 28 март 1969 г. във Вашингтон след дълго боледуване на 78 години. Положен е в малък параклис до останките на жена си и първото им дете.
Айзенхауер е единственият американски президент, награден с британския Орден за заслуги.

## Цитати
- „От този ден нататък милиони от нашите ученици, ще прокламират всеки ден, във всеки град, във всяко село, във всяко отдалечено училище отдадеността на нашата нация и нашето население на Всемогъщия“. – Айзенхауер, когато подписва закона, който включва фразата „Нация, закриляна от Господа“ в „Клетвата за вярност“.
- „Бих искал да вярвам, че хората имат далечната цел да прокламират мир, за разлика от правителствата. Мисля, че хората искат мир толкова силно, че е по-добре правителствата да се отстранят от пътя им и да позволят да го имат“
- „В правителствените комисии трябва да се пазим от обвинения в непозволено влияние, независимо дали е търсено или не, от страна на военно-промишления комплекс. Потенциалът от гибелно разрастване на непозволеното използване на сила съществува и ще упорства. “
- „Единственият начин да спрем третата световна е да победим.“

## На български
- Айзенхауер, Дуайт. Кръстоносният поход в Европа (1942 1945).   София, Военно издателство, 1986. с. 623. (на български)

## Външни източници
- ((en)) Dwight D. Eisenhower White House biography[неработеща препратка]
- ((en)) Eisenhower Chronology World History Database Архив на оригинала от 2006-04-22 в Wayback Machine.
- ((en)) The Eisenhower Presidential Library and Museum
- ((en)) Eisenhower Tapes @ University of Virginia's Miller Center of Public Affairs Архив на оригинала от 2006-07-01 в Wayback Machine. (Oval Office recordings)
- ((en)) Farewell Address Архив на оригинала от 2004-06-22 в Wayback Machine., Wikisource
- ((en)) Essay: Why the Eisenhower administration embraced nuclear weapons (PDF) Архив на оригинала от 2006-05-24 в Wayback Machine.
- ((en)) The Dwight D. Eisenhower Memorial Commission Архив на оригинала от 2006-05-03 в Wayback Machine.
- ((en)) The Presidential Papers of Dwight David Eisenhower (Searchable Online) Архив на оригинала от 2006-04-17 в Wayback Machine.